# 艾哈邁德訥格爾縣
艾哈邁德訥格爾縣（Ahmednagar district）是印度馬哈拉施特拉邦的一個縣，位於該國西部，面積17,413平方公里，識字率為75.82%，2001年人口4,088,000，人口密度每平方公里235人。

## 外部連結
- Travel to Ahmednagar （页面存档备份，存于）
- Pictures of Ahmednagar （页面存档备份，存于）
- Some more vintage pictures of Ahmednagar city
- Ahmednagar Directory （页面存档备份，存于）

19°05′53″N 74°43′57″E / 19.09806°N 74.73250°E